# Abraham Nitzan

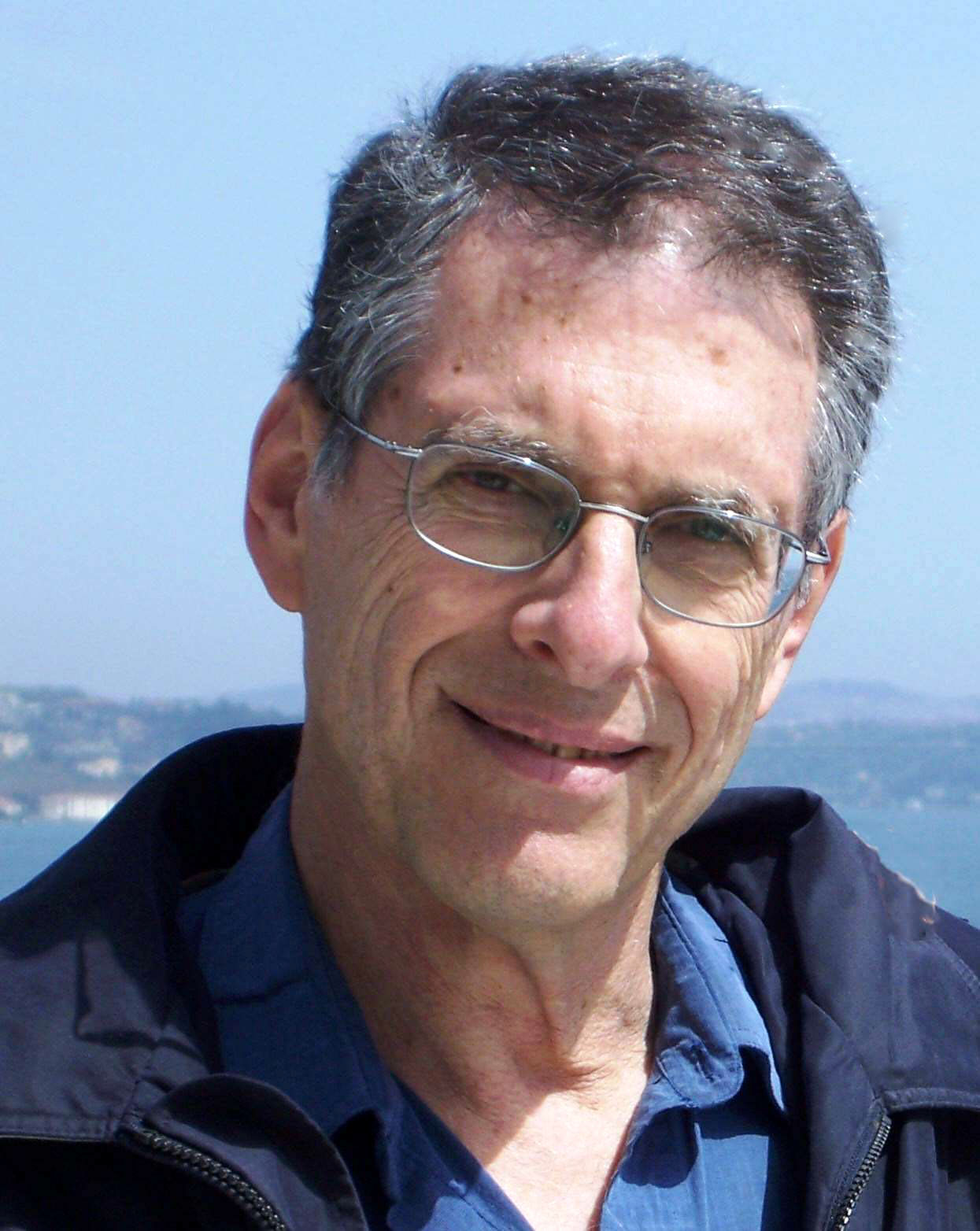
Abraham Nitzan, 2006

Abraham Nitzan (hebräisch אברהם ניצן; * 1944 in Tel Aviv) ist ein israelischer Chemiker.

## Leben und Wirken
Nitzan erwarb 1964 an der Hebräischen Universität Jerusalem einen Bachelor und 1965 ebendort einen Master in Chemie. Nach seinem Militärdienst bis 1969 promovierte Nitzan 1972 bei Joshua Jortner an der Universität Tel Aviv mit der Arbeit Radiationless Transitions in Molecular Systems (Ph.D.). Als Postdoktorand arbeitete Nitzan mit Unterstützung des Fulbright-Programms am Massachusetts Institute of Technology und an der University of Chicago.
1974 erhielt Nitzan an der Northwestern University eine erste Professur (Assistant Professor) für Chemie. 1975 ging er als Associate Professor an die Universität Tel Aviv, 1981 erhielt er ebendort eine ordentliche Professur, die er bis zu seiner Emeritierung 2013 innehatte. 1990/1991 war er Gastprofessor am Weizmann-Institut für Wissenschaften, 2014/2015 an der Freien Universität Berlin. Eine zusätzliche Professur (Adjunct Professor) hatte Nitzan von 2006 bis 2012 an der Northwestern University inne. Seit 2015 ist er Professor an der University of Pennsylvania.
Nitzan ist verheiratet und hat zwei Kinder.
Nitzan befasst sich mit den Interaktionen von Licht mit Molekülen, mit chemischen Reaktionen in kondensierter Materie und an Grenzflächen sowie mit Prozessen der Ladungsübertragung in diesen Umgebungen.
2011 gehörte er zu den 100 meistzitierten Chemikern der vorangegangenen 10 Jahre.

## Schriften (Auswahl)
- Chemical Dynamics in Condensed Phases. Oxford University Press, 2006, ISBN 978-0-19-968668-1.

## Auszeichnungen (Auswahl)
- 1989 Fellow der American Physical Society
- 2003 Fellow der American Association for the Advancement of Science[2]
- 2006 Mitglied der American Academy of Arts and Sciences[3]
- 2009 Mitglied der Israelischen Akademie der Wissenschaften
- 2010 Israel-Preis für Chemie
- 2010 Ehrendoktorwürde der Universität Konstanz
- 2012 EMET-Preis
- 2015 Mitglied der National Academy of Sciences[4]
- 2017 Joseph O. Hirschfelder Prize
- 2019 Earle K. Plyler Prize
- 2020 American Chemical Society Award in Theoretical Chemistry